# ریچارد ایر (کارگردان)
ریچارد چارلز هستینگز ایر (انگلیسی: Sir Richard Charles Hastings Eyre؛ زادهٔ ۲۸ مارس ۱۹۴۳) کارگردان و نمایشنامه‌نویس اهل انگلستان است.
وی همچنین برندهٔ جایزه جایزه لارنس الیویه شده است.
ایر کارگردان فیلم‌هایی همچون آیریس، یادداشت‌هایی بر یک رسوایی، متصدی لباس و مرد دیگر بوده است.